# Franz Bartolomey (Cellist)
Franz Bartolomey (* 23. Dezember 1946 in Wien; † 1. Dezember 2023) war ein österreichischer Cellist und langjähriger Erster Solocellist der Wiener Philharmoniker.

## Leben und Wirken
Franz Bartolomey erhielt ab seinem 6. Lebensjahr Cellounterricht bei Ewald Winkler. Sein Studium absolvierte er an der Akademie für Musik und darstellende Kunst Wien bei Richard Krotschak und Emanuel Brabec. Er war Preisträger mehrerer internationaler Wettbewerbe für Violoncello, so 1963 in Budapest, 1966 in Moskau und 1967 in Wien und trat bereits in seiner Jugend als Solist und Kammermusiker international auf.
Im Jahr 1967 wurde Bartolomey Mitglied des Orchesters der Wiener Staatsoper. Von 1973 bis 2012 wirkte er als Erster Solocellist bei den Wiener Philharmonikern und somit auch im Staatsopernorchester. Seit 1997 war er zudem Mitglied der Wiener Hofmusikkapelle. Darüber hinaus war er als Gast Solocellist im Orchester der Königlichen Oper Kopenhagen.
Als Solist konzertierte Bartolomey sowohl bei Konzerten der Wiener Philharmoniker sowie bei den Salzburger Festspielen, den Wiener Festwochen, beim Lucerne Festival, beim Carinthischen Sommer, beim Festival Wien Modern und beim Pacific Music Festival in Japan unter der musikalischen Leitung von Claudio Abbado, Leonard Bernstein, Daniel Barenboim, Bernard Haitink, Mariss Jansons, James Levine, Roger Norrington, André Previn, Simon Rattle und anderen.
Zu seinen Kammermusikpartnern zählten unter anderem die Pianisten Tzimon Barto, Rudolf Buchbinder, Helmut Deutsch, Barbara Moser, Pavel Gililov, Oleg Maisenberg, André Previn, Stefan Vladar, die Geiger Christian Altenburger, Pierre Amoyal, Ernst Kovacic, Igor Oistrach, Julian Rachlin, Gil Shaham, der Cellist Mischa Maisky, der Flötist Wolfgang Schulz und die Sänger Barbara Bonney, Kathleen Battle, Sylvia McNair, Jessye Norman und Thomas Hampson.
Bartolomey war Gründungsmitglied des Küchl-Quartetts, wo er bis 1989 mitwirkte, außerdem arbeitete er mit verschiedenen weiteren Kammermusik-Ensembles zusammen, darunter die Wiener Virtuosen und das Wiener Solistenensemble.
Gemeinsam mit den Burgschauspielern Klaus Maria Brandauer, Michael Heltau, Peter Matić, Birgit Minichmayr, Petra Morzé, Cornelius Obonya, Peter Simonischek und Florian Teichtmeister gestaltete er vielseitige literarisch-musikalische Programme, auch im Rahmen von Benefizkonzerten.
Franz Bartolomey starb überraschend am 1. Dezember 2023 und wurde auf dem Pötzleinsdorfer Friedhof in Wien bestattet.

## Familie
Bartolomey stammte aus einer Musikerfamilie. Sein Großvater Franz Bartolomey (1865–1920) war Solo-Klarinettist der Wiener Philharmoniker, sein Vater Franz (1911–1988) und sein Bruder Ernst (1943–1996) spielten als Geiger ebenfalls in diesem Orchester. Sein Vater war darüber hinaus von 1966 bis 1970 Direktor der Wiener Symphoniker. Bartolomeys Sohn Matthias ist ebenfalls Cellist.

## Instrument
Bartolomey spielte auf einem Instrument des Pariser Geigenbauers Jean Baptiste Vuillaume, gebaut um 1860.

## Auszeichnungen
- 1987: Österreichisches Ehrenkreuz für Wissenschaft und Kunst[1]
- 1989: Goldenes Verdienstzeichen des Landes Salzburg[1]
- 1992: Ehrenmedaille der Bundeshauptstadt Wien[1]
- 1995: Ehrenring der Wiener Philharmoniker
- 2005: Großes Silbernes Ehrenzeichen für Verdienste um die Republik Österreich[4][10]
- 2012: Ehrenring der Wiener Staatsoper[4]

## Buchveröffentlichung
- Was zählt, ist der Augenblick. Die Bartolomeys 120 Jahre an der Wiener Staatsoper. Mit einem Vorwort von Christian Thielemann. Amalthea, Wien 2012, ISBN 978-3-85002-798-4.

## Diskografie (Auswahl)
- Johann Nepomuk Hummel: Chamber Music. Mit Hanns Kann, Klavier; Albert Kocsis und Zlatko Topolski, Wvioline; Karl Stierhof, Viola; Georg Weinhengst, Flöte; Edith Bauer-Slais, Mandoline (Music Heritage Society; 1972)
- Mozart: Quatuors à cordes nos 21 & 23. Quator du Musikverein de Vienne. (Mozart: Streichquartette Nr. 21 und Nr. 23). Mit Rainer Küchl, Peter Wächter, Peter Götzel (Decca; 1976)
- Mozart: Divertimento Es-Dur KV 563 / Duo B-Dur KV424. Mit Rainer Küchl, Violine; Josef Staar, Viola (Decca; 1981)
- Barbara Bonney und Andre Previn. Werke von W. A. Mozart, André Previn, Richard Strauss. Mit Barbara Bonney, Sopran; André Previn, Klavier (Belvedere; 2000)
- Franz Bartolomey, Madoka Inui. Werke von Johannes Brahms, Richard Strauss, Johann Strauss. Mit Madoka Inui, Klavier (RCA Red Seal und ORF; 2001)
- The Art of Cello. Werke von Johann Nepomuk Hummel, Joseph Haydn, Frédéric Chopin. Mit Madoka Inui, Klavier; Monika Guca, Flöte (Naxos; 2004)
- EntArteOpera Festival: Kammermusik, Lieder. Werke von Henriëtte Bosmans, Vally Weigl, Charlotte Schlesinger, Vítězslava Kaprálová. Mit Hermine Haselböck, Mezzosopran; Clemens Zeilinger, Klavier (Gramola; 2018)